# Shmuel Ashkenasi
Shmuel Ashkenasi (* 11. Januar 1941 in Tel Aviv) ist ein israelischer Violinist und Lehrer.

## Leben
Shmuel Ashkenasi studierte an der Musikakademie in Tel Aviv bei Ilona Feher, ebenfalls die Lehrerin von Pinchas Zukerman, Itzhak Perlman und Shlomo Mintz. 1958 kam er mit einem Stipendium in die Vereinigten Staaten, um am Curtis Institute of Music in Philadelphia bei Efrem Zimbalist zu studieren.
Internationale Aufmerksamkeit erhielt er im Jahr 1959 als Preisträger des belgischen Königin-Elisabeth-Wettbewerbes und 1962 beim Tschaikowski-Wettbewerb in Moskau, wo er die Silbermedaille (2. Preis) errang.
Konzertreisen als Solist führten ihn zweimal in die Sowjetunion, in Länder des fernen Ostens, nach Israel und regelmäßig nach Europa. Er arbeitete mit den bedeutendsten Orchestern Europas und der USA unter Dirigenten wie Leopold Stokowski, Karl Böhm, Rudolf Kempe, Erich Leinsdorf, Rafael Kubelík, Stanislaw Skrowaczewski und Karel Ančerl.
Bemerkenswert und vielfach gerühmt ist Ashkenasis Aufnahme der Violinkonzerte Nr. 1 und Nr. 2 von Niccolò Paganini mit den Wiener Symphonikern unter Heribert Esser, erschienen 1968 bei Deutsche Grammophon.
1969 gründete Ashkenasi das Vermeer Quartett, welches im Laufe der Jahre bei verschiedenen Plattenfirmen, u. a. bei Naxos und Teldec (Telefunken-Decca) unter Vertrag war. Die gesamte Diskografie umfasst sämtliche Streichquartette von Ludwig van Beethoven, Tschaikowski und Bartók sowie Werke von Joseph Haydn, Franz Schubert, Felix Mendelssohn Bartholdy, Johannes Brahms, Antonín Dvořák, Giuseppe Verdi, Dmitri Dmitrijewitsch Schostakowitsch und Alfred Schnittke. Die Quartettmitglieder waren Professoren und Artists in Residence an der Northern Illinois University nahe Chicago. Ashkenasi hatte auch zeitweilig eine Gastprofessur an der Musikhochschule Lübeck. Im Jahr 2007 beendete das Quartett die aktive Tätigkeit nach 38 Jahren, in denen Shmuel Ashkenasi ohne Unterbrechung als Primarius wirkte, während die Positionen der zweiten Violine und der Viola mehrmals wechselten.
Seit 2007 unterrichtet er am Curtis Institute of Music in Philadelphia und seit einiger Zeit auch am New Yorker Mannes College of Music.